# 張正聲
張正聲（？—？），字長正，號沖至，福建泉州府惠安县人，明朝政治人物。同进士出身。

## 生平
天啓七年（1627年）丁卯科福建鄉試第七十八名舉人，崇祯七年（1634年）甲戌科會試第二十三名，廷試三甲第一百五十四名进士。户部觀政，八年授江西撫州府推官，十年拾遺去職。十一年補惠州府推官，十二年升工部都水司主事，十三年改兵部职方司主事，升督捕员外郎，本年丁憂。
明亡仕清，順治元年（1644年）升任山東布政使司參議、糧儲道。

## 家族
曾祖張瑞，戊戌進士、叙州府知府；祖張一晉，增廣生；父張憲，庠生。